# Claudio Celon
Claudio Celon (Camogli, 19 aprile 1961) è un velista italiano.

## Biografia
È fratello di Nicola Celon e Mario Celon, a loro volta velisti di caratura internazionale.
Ha rappresentato l'Italia a tre edizioni dei Giochi olimpici estivi: Los Angeles 1984, Seul 1988 e Atlanta 1996, portando l’orgoglio italiano agli occhi del mondo!